# Sergei Wiktorowitsch Wolkow
Sergei Wiktorowitsch Wolkow (russisch Сергей Викторович Волков, Schreibweise beim Weltschachverband FIDE: Sergey Volkov; * 7. Februar 1974 in Saransk, Mordwinien) ist ein russischer Schachspieler. Seit 1998 trägt er den Titel Schachgroßmeister.

## Leben
Schachtraining bekam er im Saransker Pionierpalast und an der All-Russia Chess Grandmasters school (ACGS).

## Erfolge
Im Juni 2000 wurde er in Samara russischer Einzelmeister. Bei der Einzeleuropameisterschaft 2002 in Batumi belegte er den dritten Platz, 2008 in Plowdiw wurde er erneut Dritter. Den Rilton Cup in Stockholm gewann er 2004/05 (mit 7 Punkten aus 9 Partien) sowie 2010/11 (mit 8 aus 9). Wolkow qualifizierte sich zweimal für den FIDE World Cup. Bei seiner ersten Teilnahme 2007 besiegte er in der ersten Runde Grzegorz Gajewski, scheiterte aber in der zweiten Runde an Wladimir Malachow, 2009 unterlag er bereits in der ersten Runde Farruch Amonatow.
Zuletzt unter den besten 50 der FIDE-Weltrangliste war er im April 2007.

### Nationalmannschaft
Bei der Schacholympiade 1998 in Elista spielte Wolkow in der zweiten russischen Mannschaft, 1999 nahm er an der Mannschaftseuropameisterschaft in Batumi teil.

### Vereine
In der russischen Mannschaftsmeisterschaft spielte Wolkow 1999 für TsEM Smolensk, 2000 und 2001 für den Meister Lentransgas Sankt Petersburg, 2002 für Universität Maikop, 2003 erneut für Sankt Petersburg und von 2005 bis 2009 für den mordwinischen Verein TPS Saransk. Am European Club Cup nahm er 1998 mit Kalitschik Soligorsk, 2000 bis 2003 mit Michail Tschigorin St. Petersburg (wobei er 2002 sowohl mit der Mannschaft als auch in der Einzelwertung am sechsten Brett Zweiter wurde), 2005, 2006 und 2008 mit dem TPS Saransk sowie 2007 mit Alkaloid Skopje. Er spielte auch in der französischen 1. Liga in der Saison 2004/05 für Mulhouse Philidor sowie in der spanischen Mannschaftsmeisterschaft 2018 für Oromana Schneider Electric.